# Захаров-Мэнский, Николай Николаевич
Николай Николаевич Захаров-Мэнский (изначально просто Захаров; 1895 — 1942) — советский поэт.

## Биография
Родился в семье податного инспектора из дворян, обучался в Поливановской гимназии, а с третьего класса переводят частное учебное заведение Страхова, которое он окончил 1 мая 1915. В гимназии начал писать стихи, сотрудничал в журнале «Суббота», издававшемся учащимися; к этим же годам относится первое литературное знакомство с Д. М. Ратгаузом, который отнёсся к его творчеству сочувственно и благосклонно. Затем учился на историко-филологическом факультете Московского университета, но был призван в царскую армию и окончил ускоренный курс Александровского училища. В 1916 участвовал в военных действиях, затем оказался в рядах Красной армии, где также воевал. С 1921 занимался литературной и сценической деятельностью в Москве, несколько лет работал в правлении ВСП, один из основателей группы «Неоклассики», преподавал на Высших государственных литературных курсах. Накануне последнего ареста научный сотрудник Мособлархива, проживал в Москве по улице Краснопролетарская, дом 8, квартира 6.

## Репрессии
10 сентября 1929 осуждён по статье 58-10, срок не указан (ЦА ФСБ, дело Р 14840). 10 февраля 1934 осуждён ОСО при НКВД СССР к 3 годам лишения свободы, освобождён 22 февраля 1936 из Сиблага. 8 августа 1938 был арестован в третий раз. 14 мая 1939 года по статье 58-10 ч. 1 УК РСФСР ОСО при НКВД СССР приговорён к 5 годам ИТЛ. Из заключения не вернулся. Известно что накануне войны лечился в тюремной больнице Торжка.

## Публикации
- Захаров-Мэнский Н. Н. Печали : Стихи : 1918-1921; Предисл. В. А. Гиляровского. М.: 1922.[5]

Также в Москве вышли его поэтические книги: «Чёрная роза» в 1917 и «Маленькая лампа» в 1926, а также сборник частушек «Прибаутки деревенской улицы» в 1927. Печатался в газетах «Мысль», «Жизнь», «Театральная газета», «Беднота», в журналах «Вестник театра» и «Театральный курьер», в сборниках «Лирика» («Неоклассики»); опубликовал две книги о сельском театре. Ещё в заключении им выпущена книга «Борис Седов: Поэма о героизме» в 1936.